# Syrittosyrphus opacea
Syrittosyrphus opacea är en tvåvingeart som beskrevs av Hull 1944. Syrittosyrphus opacea ingår i släktet Syrittosyrphus och familjen blomflugor. Inga underarter finns listade i Catalogue of Life.